# Deutsche Gesellschaft für Plastische, Rekonstruktive und Ästhetische Chirurgie
Die Deutsche Gesellschaft für Plastische, Rekonstruktive und Ästhetische Chirurgie (Abkürzung: DGPRÄC) ist ein Berufsverband und die wissenschaftliche Fachgesellschaft für plastische Chirurgen in Deutschland mit Sitz in Berlin. Die DGPRÄC wurde am 16. Oktober 1968 in Bochum unter dem Namen „Vereinigung der Deutschen Plastischen Chirurgen“ (VDPC) gegründet. Mitglieder der DGPRÄC sind ausschließlich Fachärzte für Plastische, Rekonstruktive und Ästhetische Chirurgie.

## Aufgaben

Der „Tempel“ der Plastischen Chirurgie

Die DGPRÄC vertritt wissenschaftliche und berufsrechtliche Interessen der Plastischen Chirurgie in Deutschland. Dabei werden alle Bereiche der Plastischen Chirurgie, die so genannten „vier Säulen“ vertreten: Rekonstruktive Chirurgie, Handchirurgie, Ästhetische Chirurgie und Verbrennungschirurgie. Die Forschung zur Plastischen Chirurgie nimmt in Form von Leitlinien und Gremienarbeit einen breiten Raum innerhalb der Gesellschaft ein. Auch der Nachwuchs wird gefördert (z. B. durch interne Fortbildungsseminare). Die DGPRÄC unterstützt die Anliegen der Fachärzteschaft in Deutschland durch seine Mitgliedschaft im Spitzenverband Fachärzte Deutschlands e. V. (SpiFa).

## Mitgliedschaft
Nur Ärzte, die den „Facharzt für Plastische, Rekonstruktive und Ästhetische Chirurgie“ (bzw. die auslaufenden Bezeichnungen „Facharzt für Plastische und Ästhetische Chirurgie“ und „Facharzt für Plastische Chirurgie“) haben, können ordentliches Mitglied der DGPRÄC werden. Ärzten, die sich noch in der sechsjährigen Weiterbildung befinden, steht eine Assoziierte Mitgliedschaft offen.

## Geschichte
Die Fortschritte der Plastischen Chirurgie nach 1945 führte auch in Deutschland zur Gründung plastisch-chirurgischer Abteilungen und Zentren. 1955 wurde in München die „Arbeitsgemeinschaft für Plastische und Wiederherstellungschirurgie“ der Deutschen Gesellschaft für Chirurgie (DGCH) ins Leben gerufen. Diese wurde bereits 1961 zu einer eigenen „Sektion für Plastische und Wiederherstellungschirurgie“ umgewandelt. Auf ihrem Weltkongress für Plastische Chirurgie akzeptierte die „International Confederation for Plastic and Reconstructive Surgery“ (ICPRS, heute IPRAS) die Sektion 1963 jedoch nicht als deutsche Interessenvertretung. Aus diesem Grunde wurde die „Deutsche Gesellschaft für Plastische und Wiederherstellungschirurgie“ (DGPW) gegründet, die Mediziner aller Bereiche aufnahm.
1968 verließ eine Gruppe Chirurgen die DGPW – mit dem Ziel, die Plastische Chirurgie in Deutschland als eigenständige „Monospezialität“ mit fachärztlicher Weiterbildungsordnung und Prüfung zu verankern. Am 16. Oktober 1968 hoben elf Gründungsmitglieder in Bochum die „Vereinigung der Deutschen Plastischen Chirurgen“ (VDPC) als neue wissenschaftliche Gesellschaft und gleichzeitig Berufsverband aus der Taufe. 1978 folgte die Anerkennung der Plastischen Chirurgie als offizielles Teilgebiet der Chirurgie, das eine zusätzliche zweijährige Weiterbildung erforderte. 1979 wurde die VDPC auf dem 7. Internationalen Kongress der ICPRS in Rio de Janeiro als offizielle nationale Vertretung der deutschen Plastischen Chirurgie anerkannt. 1992 schuf der Deutsche Ärztetag in Köln die Gebietsbezeichnung „Plastische Chirurgie“. Damit wurde der „Facharzt für Plastische Chirurgie“ eingeführt. Auf dem Deutschen Ärztetag 2004 wurde die Facharzt-Bezeichnung in „Facharzt für Plastische und Ästhetische Chirurgie“ umbenannt.
2005 erhielt auch die VDPC einen neuen Namen: Deutsche Gesellschaft der Plastischen, Rekonstruktiven und Ästhetischen Chirurgen (DGPRÄC). Dieser wurde 2022 in „Deutsche Gesellschaft für Plastische, Rekonstruktive und Ästhetische Chirurgie“ angepasst.

## Vorstand
Der Vorstand der DGPRÄC setzt sich zusammen aus dem Präsidenten, dem Vizepräsidenten, der zugleich „President elect“ ist, Sekretär, Schatzmeister sowie dem Vertreter ambulante fachärztliche Versorgung. Im Erweiterten Vorstand finden sich die Vertreter der einzelnen Berufsgruppen (leitende Krankenhausärzte, Niedergelassene, universitär tätige Plastische und Ästhetische Chirurgen, angestellte Fach- und Oberärzte, Assoziierte Mitglieder), die Leiter der Referate (Rekonstruktion/Mikrochirurgie, Verbrennung, Ästhetik, Handchirurgie) sowie die Vertreter in den benachbarten Gesellschaften (Deutsche Gesellschaft für Chirurgie, Berufsverband der Deutschen Chirurgen, Deutsche Gesellschaft für Senologie). Präsident und Vizepräsident werden für zwei Jahre gewählt, Schatzmeister und Sekretär für drei Jahre. Die Mitgliederversammlung findet in der Regel einmal jährlich im Rahmen der Jahrestagung der DGPRÄC statt.
| Amtszeit  | Präsidenten                        |
| --------- | ---------------------------------- |
| 1968–1971 | Peter R. Zellner, Ludwigshafen     |
| 1971–1974 | Fritz E. Müller, Bochum            |
| 1974–1977 | Ursula Schmidt-Tintemann, München  |
| 1977–1979 | Josef Schrudde, Köln               |
| 1979–1982 | Peter R. Zellner, Ludwigshafen     |
| 1982–1985 | Heinz Bohmert, München             |
| 1985–1988 | Gottfried Lemperle, Frankfurt      |
| 1988–1991 | Alfred Berger, Hannover            |
| 1991–1993 | Neven Olivari, Wesseling           |
| 1993–1995 | Edgar Biemer, München              |
| 1995–1997 | Rolf Rüdiger Olbrisch, Düsseldorf  |
| 1997–1999 | Michael Greulich, Stuttgart        |
| 1999–2001 | Peter Eckert, Würzburg             |
| 2001–2003 | Hans-Ulrich Steinau, Bochum        |
| 2003–2005 | Klaus Exner, Frankfurt/Main        |
| 2005–2007 | Marita Eisenmann-Klein, Regensburg |
| 2007–2010 | Günter Germann, Ludwigshafen       |
| 2010–2013 | Peter M. Vogt, Hannover            |
| 2013–2015 | Jutta Liebau, Düsseldorf           |
| 2015–2017 | Raymund E. Horch, Erlangen         |
| 2017–2019 | Riccardo Giunta, München           |
| 2019–2021 | Lukas Prantl, Regensburg           |
| 2021–2023 | Henrik Menke, Offenbach            |
| seit 2023 | Marcus Lehnhardt, Bochum           |

## Preise und Ehrungen
Regelmäßig verleiht die DGPRÄC Preise und Stipendien für herausragende wissenschaftliche Leistungen und ehrt verdiente Mitglieder:
- Das Reisestipendium der DGPRÄC ermöglicht qualifizierten, wissenschaftlich interessierten Kollegen, bekannte internationale oder auch nationale Zentren zu besuchen, um spezielle wissenschaftliche oder klinische Techniken kennenzulernen oder ihre Kenntnisse zu vertiefen. Das Stipendium wird jedes Jahr vergeben und ist mit 2500 Euro dotiert.
- Der Wissenschaftspreis der DGPRÄC wird für wegweisende, überdurchschnittliche klinische/experimentelle Forschungen auf dem Gebiet der Plastischen Chirurgie vergeben. Dissertationen, Habilitationsarbeiten sowie akzeptierte, unveröffentlichte oder kürzlich publizierte Manuskripte können eingereicht werden. Der Preis wird jährlich verliehen und ist mit 3000 Euro dotiert.
- Gekürt werden jährlich die drei besten Instagram-Accounts von DGPRÄC-Mitgliedern. Ziel ist es, die Mitglieder positiv zu motivieren, ihre Aktivitäten auszuweiten und auszuloten, um über die vier Säulen des Fachgebiets (Rekonstruktive Chirurgie, Handchirurgie, Verbrennungschirurgie und die Ästhetische Chirurgie) zu informieren. Wichtig ist hierbei zudem, dass rechtliche Aspekte und ethische Parameter beachtet werden.
- Die Dieffenbach-Medaille verleiht die DGPRÄC in Gedenken an den Wegbereiter der Plastischen Chirurgie, Johann Friedrich Dieffenbach (1792–1847), seit 1989. Mit ihr ehrt die Gesellschaft Persönlichkeiten, die sich um die plastische und ästhetische Chirurgie verdient gemacht haben.
- Mitglieder, die sich speziell um das Wohl der DGPRÄC verdient gemacht haben, erhalten die Ehrenmitgliedschaft. Die Ehrenmitglieder der Gesellschaft sind größtenteils Gründungsmitglieder der damaligen VDPC.

| Jahr | Preisträger                               | Thema Dieffenbach-Vorlesung |
| ---- | ----------------------------------------- | --- |
| 1989 | H. Schadewaldt, Düsseldorf                | Dieffenbach und die Plastische Chirurgie                                                                                       |
| 1990 | L. Clodius, Zürich, Schweiz               | Die schwierige Narbe |
| 1991 | J. McGregor, Glasgow, UK                  | The Last 21 Years in Surgery of Oral Cancer                                                                                    |
| 1992 | Hanno Millesi, Wien, Österreich           | Änderung des Elastizitätsverhaltes als pathogenetischer Faktor                                                                 |
| 1994 | J. O. Strömbeck, Stockholm, Schweden      | Reduktionsplastik der weiblichen Brust – historische Aspekte und Spätergebnisse                                                |
| 1995 | G. Zellweger, Zürich, Schweiz             | Behandlung von Verbrennungen – Vergnügen und Fortschritt                                                                       |
| 1996 | Charles E. Horton, Norfolk, Virginia/USA  | Urogenital Plastic Surgery |
| 1997 | Paul Tessier, Boulogne, Frankreich        | Kraniofaziale Chirurgie |
| 1998 | D. Buck-Gramcko, Hamburg                  | Entwicklung der Pollizisationstechnik                                                                                          |
| 1999 | J. C. Mustardé, Glasgow, UK               | Plastic Surgery of the Periorbital Region                                                                                      |
| 2000 | M. Webster, Glasgow, UK                   | The Clinical Importance of Microvascular Surgery                                                                               |
| 2001 | J. Baudet, Bordeaux, Frankreich           | Complex Reconstructive Procedures in Plastic Surgery                                                                           |
| 2002 | W. A. Morrison, Melbourne, Australien     | Expanding the Horizon of Plastic Surgery – From Microsurgery to Tissue Engineering                                             |
| 2003 | Daniel A. Marchac, Paris                  | Aesthetic Facial Surgery – from Rejuvenation to Frontofacial Remodelling                                                       |
| 2004 | Ursula Schmidt-Tintemann, Vaterstetten    | Wie es anfing und wo es hinführt in der Plastischen Chirurgie                                                                  |
| 2005 | Carl R. Hartrampf, Atlanta, USA           | Evolution and Clinical Acceptance of the Pedicled TRAM-Flap for Autologous Breast Reconstruction                               |
| 2006 | Alfred Berger, Hannover                   | Mikrochirurgie ein Meilenstein in der Geschichte der Plastischen Chirurgie                                                     |
| 2007 | Neven Olivari, Rösrath                    | Endocrine Ophthalmopathy, Transpalpebral Decompression By Removal Of Intraorbital Fat                                          |
| 2008 | Wolfgang Mühlbauer, München               | Ästhetische Rekonstruktion in der Plastischen Chirurgie                                                                        |
| 2009 | Fritz Eduard Müller, Essen                | Die Therapie der Brandverletzten. Eine noble Herausforderung und plastische Chirurgie par excellence                           |
| 2009 | Peter Rudolf Zellner, Grünstadt (posthum) | |
| 2010 | Gottfried Lemperle, La Jolla, USA         | Die Entwicklung injizierbarer Füllmaterialien für die Ästhetische Chirurgie                                                    |
| 2011 | Hildegunde Piza-Katzer, Wien, Österreich  | Zufall oder konsequenter Weg vom Rundstiellappen zur Handtransplantation                                                       |
| 2012 | Edgar Biemer, München                     | Faszination „Plastische Chirurgie“ – am Beispiel eigenen Erlebens                                                              |
| 2013 | Günter M. Lösch, Ratzeburg                | Die Lebensphasen aus der Sicht eines Plastischen Chirurgen: Kulturgeschichtliche Überlegungen                                  |
| 2014 | Rüdiger G. H. Baumeister, München         | Form, Funktion und Lebensqualität – Aspekte plastisch-chirurgischer Therapiekonzepte zur Behandlung des chronischen Lymphödems |
| 2015 | Klaus Exner, Frankfurt                    | Plastische Chirurgie in Entwicklungsländern – humanitäre Aufgabe und wissenschaftlicher Anspruch                               |
| 2016 | Julia Terzis, New York                    | My Reconstructive Microsurgery Journey                                                                                         |
| 2017 | Rolf R. Olbrisch, Berlin                  | Dieffenbach und die Väter der Plastischen Chirurgie                                                                            |
| 2018 | Hans-Ulrich Steinau, Bochum               | Jianu, Sauerbruch, Borggreve et al.: Verlorenen Innovationen?                                                                  |
| 2019 | Axel-Mario Feller, München                | 30 Jahre Brustrekonstruktion – ein persönlicher Rückblick                                                                      |
| 2021 | Wolfgang Gubisch, Leinfelden-Echterdingen | Die Nasenchirurgie im Wandel der Zeit – ein persönlicher Rückblick                                                             |
| 2022 | Julian Pribaz, Tampa                      | Surgical problem solving with inspiration and innovation                                                                       |
| 2023 | André Borsche, Bad Kreuznach              | Humanitäre Plastische Chirurgie – eine wichtige Herausforderung für uns Plastische Chirurgen                                   |
| 2024 | Günter Germann, Heidelberg                | Ästhetik und Rekonstruktion: Die Faszination der Schönheit im Wandel der Zeit                                                  |